# Velo parcial

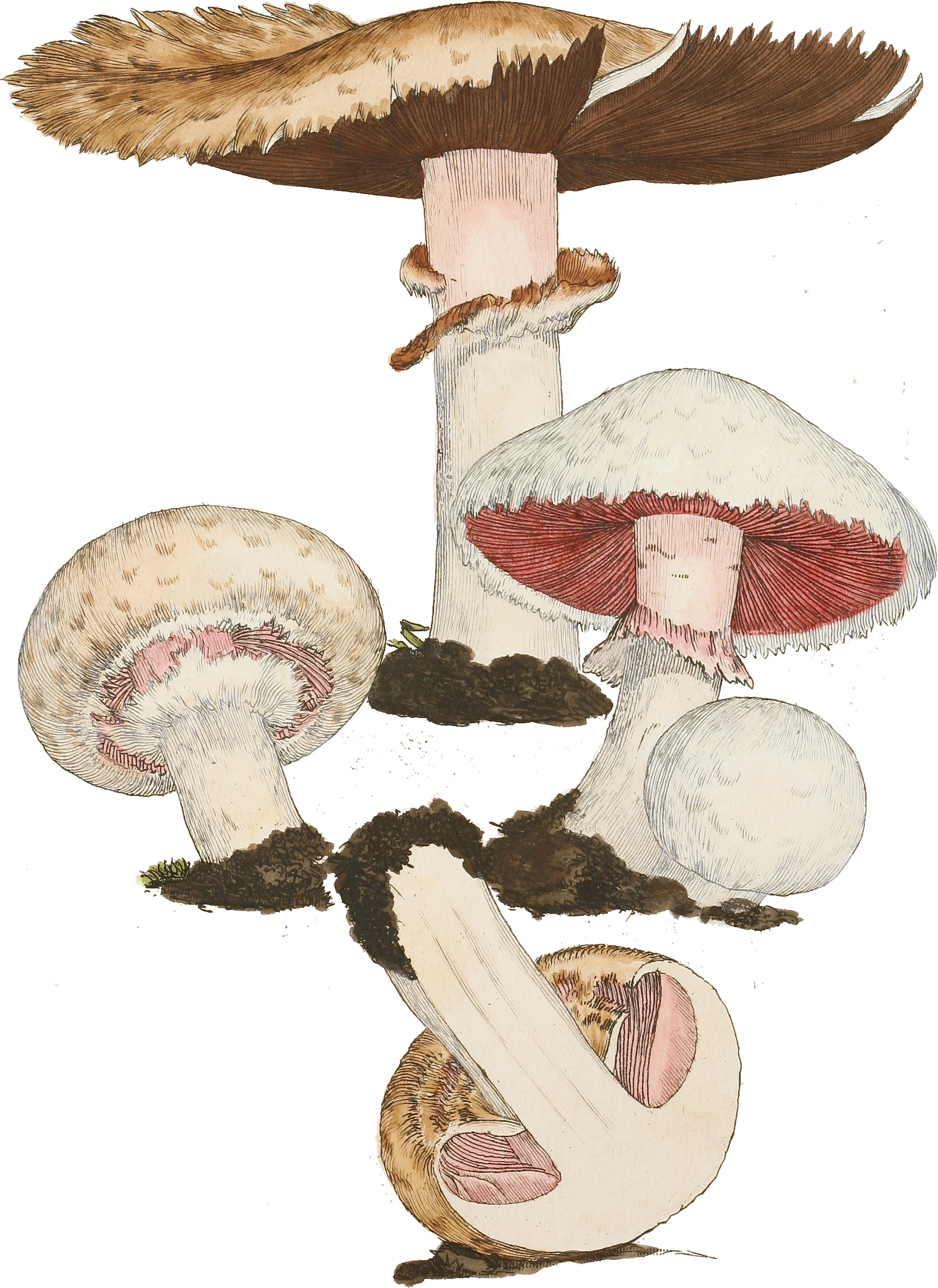
Etapas de desarrollo de Agaricus campestris, en las que se observa el rol y evolución de un velo parcial.

En micología, el velo parcial es un término que describe una estructura de algunos hongos que protege el desarrollo de las láminas u otras superficies productoras de esporas. Un velo parcial, al contrario de lo que sucede con el velo universal, está anclado al estipe (tallo) y al límite del píleo (sombrero). En algunos hongos, pueden estar presentes ambos, el velo universal y el velo parcial.
El velo parcial puede ser membranoso o telaraña, pudiendo tener múltiples capas. Algunos hongos tienen velos parciales evanescentes, que desaparecen con la ruptura, mientras que otros pueden dejar una persistente anillo. La presencia/ausencia se utiliza como criterio taxonómico para la identificación de hongos.